# Camilo Hurtado
Camilo David Hurtado Hurtado (Esmeraldas, Ecuador, 14 de marzo de 1981) es un exfutbolista ecuatoriano. Jugaba de mediocampista y su último club fue el Deportivo Azogues.

## Trayectoria
Se inició jugando en el Esmeraldas Sporting Club de su ciudad de natal. Después paso a Liga de Quito con el cual logró los campeonatos de la Serie A de Ecuador en los años 1999 y 2003, además de lograr participar en la Copa Libertadores 2000.
A inicios de 2004 pasó al Brasilia que en ese entonces disputaba la Serie B de Ecuador, sin embargo a mediados de ese año fue contratado por el Deportivo Cuenca en donde se coronó campeón de la Serie A y de igual manera pudo disputar la Copa Libertadores del año siguiente.
Después tuvo pasos por Macará de Ambato, Brasilia, Deportivo Azogues, Río Amarillo y Juvenil, este último en donde le puso fin a su carrera como futbolista.

## Selección nacional
En noviembre de 2000 fue convocado por Hernán Darío Gómez para disputar un encuentro amistoso ante Panamá. 
También formó parte de la selección sub-20.

## Clubes
| Club              | País    | Año         |
| ----------------- | ------- | ----------- |
| Esmeraldas SC     | Ecuador | 1999        |
| Liga de Quito     | Ecuador | 1999 - 2003 |
| Brasilia          | Ecuador | 2004        |
| Deportivo Cuenca  | Ecuador | 2004 - 2007 |
| Macará            | Ecuador | 2007        |
| Brasilia          | Ecuador | 2008        |
| Juvenil           | Ecuador | 2009        |
| Deportivo Azogues | Ecuador | 2010        |
| Río Amarillo      | Ecuador | 2010        |
| Juvenil           | Ecuador | 2011        |

## Palmarés

### Campeonatos nacionales
| Título             | Club             | País    | Año  |
| ------------------ | ---------------- | ------- | ---- |
| Serie A de Ecuador | Liga de Quito    | Ecuador | 1999 |
| Serie A de Ecuador | Liga de Quito    | Ecuador | 2003 |
| Serie A de Ecuador | Deportivo Cuenca | Ecuador | 2004 |